# Ольков, Анатолий Иванович
Анатолий Иванович Ольков (7 февраля 1931, Нижний Тагил, Уральская область — 2 октября 2008, Челябинск) — советский хоккеист, футболист и тренер. Мастер спорта СССР по хоккею с шайбой (1956). Мастер спорта СССР международного класса.

## Биография
Родился 7 февраля 1931 года в Нижнем Тагиле.
Воспитанник нижнетагильской детско-юношеской спортивной школы. За челябинский «Дзержинец» в сезоне 1950/51 дебютировал в чемпионате СССР по хоккею с шайбой. За челябинскую команду провёл 10 сезонов (около 229 матчей, забросил 99 шайб и отдал 1 голевую передачу). Сыграл 3 матча за сборную СССР. Победитель всемирных зимних университетских игр 1957 года. С 1967 по 1974 — играющий тренер клуба «Строитель» из Темиртау.
Играл в футбол. В 1954 году был в составе ОДО Свердловск. В 1955 играл за «Авангард» Челябинск. В 1956 — в составе команды КФК «Динамо» Челябинск.
Умер 2 октября 2008 года. Похоронен на Митрофановском кладбище в Челябинске (квартал 1).